# Georg Müller (Bischof, 1951)
Georg Müller SSCC (* 7. Juni 1951 in Volkesfeld, Eifel; † 25. Oktober 2015 in Münster) war ein deutscher römisch-katholischer Ordensgeistlicher der Arnsteiner Patres. Von 1997 bis 2009 war er Bischof und Prälat der Prälatur Trondheim in Norwegen.

## Leben
Georg Müller besuchte von 1963 bis 1971 das Internat Johannes-Gymnasium Lahnstein und trat 1971 der Ordensgemeinschaft der Arnsteiner Patres im niederländischen Simpelveld bei. 1972 legte er Profess ab und studierte Theologie und Philosophie in Münster. Am 18. März 1978 empfing er in Simpelveld durch den damaligen Bischof von Trondheim und späteren Bischof von Oslo, Gerhard Schwenzer SSCC, die Priesterweihe. 1981 wurde er von seinem Orden nach Norwegen geschickt. Von 1983 bis 1988 war er Sekretär der Nordischen Bischofskonferenz; von 1984 bis 1988 war er Generalvikar von Bischof Schwenzer in der Prälatur Trondheim. Von 1987 bis 1994 war er zudem Pfarrer der Gemeinde St. Olav in Trondheim.
Nach Ernennung Gerhard Schwenzers zum Bischof von Oslo wurde er 1988 Apostolischer Administrator in Trondheim. Am 20. Juni 1997 wurde er durch Papst Johannes Paul II. zum Bischof und zum Prälaten von Trondheim ernannt. Die Bischofsweihe spendete ihm der Präsident des Päpstlichen Rats zur Förderung der Einheit der Christen, Kardinal Cassidy, am 28. Juli desselben Jahres. Mitkonsekratoren waren sein Amtsvorgänger Gerhard Schwenzer SSCC und Paul Verschuren SCI, Bischof von Helsinki und Vorsitzender der Skandinavischen Bischofskonferenz. Sein Wahlspruch lautete „Caritas Dei in cordibus nostris“ („Die Liebe Gottes in unseren Herzen“).
Nach Jahren des Konflikts trat Müller 2009 auf Bitte des Vatikans von der Leitung der Prälatur zurück und übersiedelte nach Rom, wo er sich im Mutterhaus des schwedischen Erlöserordens der Birgittinen niederließ. Dieser Orden war nach Einladung Müllers im Juni 1998 nach Trondheim gekommen, um in Zusammenarbeit mit Müller das Birgittenkloster Trondheim zu gründen. Sein Rücktrittsgesuch wurde Anfang Juni 2009 von Papst Benedikt XVI. angenommen. Als Grund für seinen Rücktritt nannte der Apostolische Nuntius für Skandinavien, Emil Paul Tscherrig, vor allem die Unzufriedenheit Müllers mit dem lokalen Kirchenchor, dem nunmehr aufgelösten Caritasverein Trondheim und auch anderen Aspekten des Trondheimer Gemeindelebens.
Von Dezember 2009 bis Anfang April 2010 hielt sich Müller im Franziskus-Hospital Harderberg in Georgsmarienhütte auf und unterzog sich dort einer Therapie. Sinn und Zweck dieser Therapie blieben unbekannt. Dort hielt er öffentliche Gottesdienste in der Krankenhauskapelle ab; dies hielt Müllers Nachfolger als Administrator der Prälatur Trondheim, Bischof Bernt Ivar Eidsvigs CRSA (Oslo), für unzulässig.
Nach Berichten der Zeitung Adresseavisen, die den Skandal aufgedeckt hatte, wurde am 7. April 2010 bekannt, dass der eigentliche Grund für den Amtsverzicht Müllers die Ermittlungen der Kongregation für die Glaubenslehre und der Apostolischen Nuntiatur in Stockholm wegen eines sexuellen Übergriffs auf einen Minderjährigen Anfang der 1990er Jahre gewesen seien. Der Fall war auf Bitten des Opfers nicht öffentlich gemacht worden. Es handelte sich dabei um den ersten bekannt gewordenen Fall von sexuellem Missbrauch in der katholischen Kirche in Norwegen. Der Heilige Stuhl bestätigte die Berichte.
Als emeritierter Bischof lebte Müller zunächst im Generalat der Arnsteiner Patres in Rom und zuletzt, seit 2012, in der Kommunität der Arnsteiner Patres in Münster. Am 25. Oktober 2015 starb er nach schwerer Krankheit in Münster; er wurde auf dem Friedhof in Werne bestattet.